# لرد فردریک کاوندیش
لرد فردریک کاوندیش (انگلیسی: Lord Frederick Cavendish؛ اوت ۱۷۲۹ – ۲۱ اکتبر ۱۸۰۳) فرد نظامی اهل بریتانیا بود.